# Marbach (Striegistal)
Marbach ist ein Ortsteil der Gemeinde Striegistal im Landkreis Mittelsachsen in Sachsen. Der Ort mit seinem Ortsteil Kummersheim schloss sich am 1. Januar 1994 mit fünf weiteren Orten zur Gemeinde Tiefenbach zusammen, die wiederum seit dem 1. Juli 2008 zur Gemeinde Striegistal gehört. 

## Geographie

### Geographische Lage und Verkehr
Marbach liegt im Nordosten der Gemeinde Striegistal westlich von Nossen und südlich der Freiberger Mulde. Südöstlich des langgestreckten Dorfes liegt der Zellwald, ein großes Waldgebiet, das von der Bundesautobahn 4 durchschnitten wird und nach den ehemals hier existierenden Klöstern Alte Zelle und Kloster Altzella bei Nossen benannt ist. Mit etwa 7 km Länge ist es mit den Ortsteilen Rosental und Dreierhäuser eines der längsten Waldhufendörfer des Freistaates Sachsen. Marbach besaß bis zur Einstellung des Personenverkehrs im Jahr 2015 mit dem Haltepunkt „Gleisberg–Marbach“ eine Station an der Bahnstrecke Borsdorf–Coswig. Dieser befindet sich auf der gegenüber liegenden Seite der Freiberger Mulde auf der Flur des Roßweiner Ortsteils Gleisberg.

### Nachbarorte
| Kummersheim, Gersdorf | Gleisberg                                   |              |
| Etzdorf               | Kompassrose, die auf Nachbargemeinden zeigt | Zella        |
| Schmalbach            | Reichenbach                                 | Augustusberg |

## Geschichte

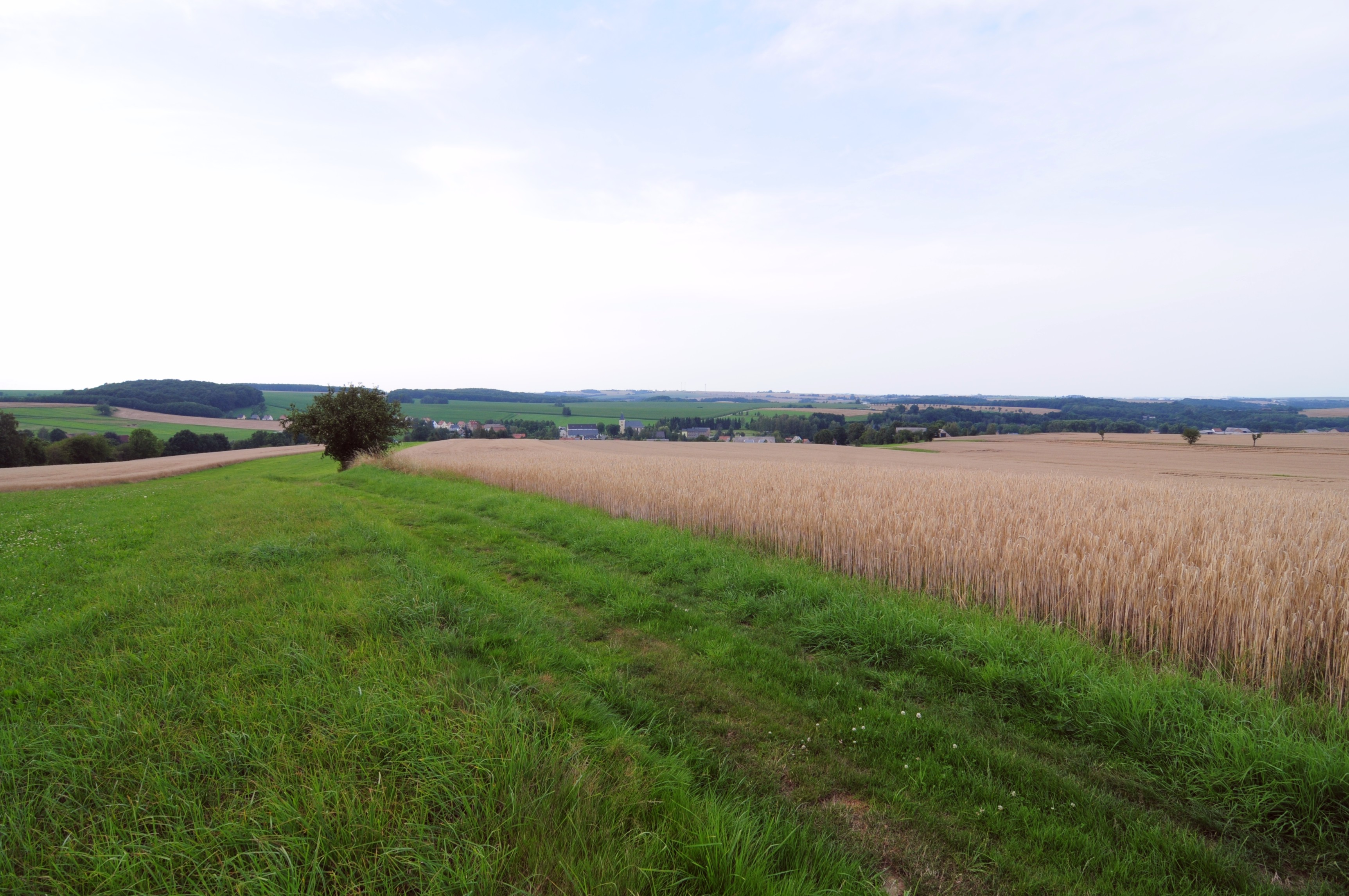
Blick auf das mittlere Marbach

Marbach wurde 1264 erstmals als Marchbach urkundlich erwähnt. In dieser Urkunde wird bescheinigt, dass das Pfarrgut dem Kloster Altzella überwiesen wird. Zu diesem Zeitpunkt existierte das Dorf, auch das Pfarrgut und damit auch eine Pfarrkirche, mit Sicherheit schon mehr als 100 Jahre. Marbach gehörte, wie die Mehrzahl der Ortschaften der heutigen Gemeinde Striegistal, bereits vor 1185 zum Gebiet des 1162 gestifteten Klosters Altzella. Das Pfarrgut gehörte offensichtlich bis 1264 nicht zum Kloster. Es kann nicht ausgeschlossen werden, dass Marbach im Zusammenhang mit der Gründung des nur kurze Zeit existierenden Benediktinerklosters im Zellwald entstanden ist. Zur ehemals auf dem nahen Burgberg existierenden spätmittelalterlichen Befestigungsanlage – hier belegen nur Keramikfunde den Zeitraum – könnten herrschaftliche Beziehungen bestanden haben.
Nach der Reformation und der damit einhergehenden Säkularisation des Klosters Altzella im Jahr 1540 kam Marbach in landesherrlichen Besitz. Die Verwaltung erfolgte bis zur Gründung des Amtes Nossen zunächst noch einige Jahre von ehemaligen Klosterinsassen. Anschließend gehörte Marbach als Amtsdorf bis 1856 zum kursächsischen bzw. königlich-sächsischen Amt Nossen. Die im Volksmund noch bekannte Gliederung in Oberdorf, Mitteldorf, Unterdorf und Rosenthal weist darauf hin, dass Marbach ursprünglich aus mehreren Gemeinden bestand, drei bäuerlichen Gemeinden und einer wahrscheinlich deutlich später entstandenen Gärtnergemeinde.
Das geht auch aus einem Steuerregister aus von 1546 hervor, in dem alle Besitzenden, nach den einzelnen Gemeinden getrennt, mit Name, Größe des Besitzes und zu gebender Steuer aufgeführt werden.
Die einzelnen Gemeinden grenzten unmittelbar aneinander, wuchsen zusammen. Ähnlich war das in Langhennersdorf, Rossau und in Altmittweida. In Pappendorf klappte das nicht mit dem Zusammenwachsen, hier kam es nicht zur Bildung einer Gemeinde. Das „Oberdorf“ heißt heute Mobendorf.
Aus dem Jahr 1800 ist für Marbach überliefert: Obermarbach hatte 28 Bauern, 6 Gärtner und 12 Häusler auf Gemeindeland, Mittelmarbach bestand aus 20 Bauern, 5 Gärtnern, 13 Häuslern auf Gemeindeland und zwei Häuslern auf ehemaligen Bauernland. In Niedermarbach gab es 14 Bauern, 14 Gärtner und 14 Häusler auf Gemeindeland. In Rosenthal hingegen wohnten keine Bauern, aber 32 Gärtner und 9 Häusler. Einer der Gärtner betrieb eine Mühle mit einem Mahlgang.
Ab 1856 gehörte Marbach zum Gerichtsamt Roßwein und ab 1875 zur Amtshauptmannschaft Döbeln, welche 1939 in Landkreis Döbeln umbenannt wurde. Mit der ersten Kreisreform in der DDR erfolgte im Jahr 1950 die Umgliederung des Nachbarorts Kummersheim von Zella im Landkreis Meißen nach Marbach im Landkreis Döbeln. Infolge der zweiten Kreisreform in der DDR wurde die Gemeinde Marbach im Jahr 1952 dem neu gegründeten Kreis Hainichen im Bezirk Chemnitz (1953 in Bezirk Karl-Marx-Stadt umbenannt) angegliedert, der ab 1990 als sächsischer Landkreis Hainichen fortgeführt wurde und 1994 im Landkreis Mittweida und 2008 im Landkreis Mittelsachsen aufging.
Am 1. Januar 1994 schloss sich die Gemeinde Marbach samt dem Ortsteil Kummersheim mit den Gemeinden Dittersdorf, Arnsdorf, Naundorf, Etzdorf (mit Gersdorf) und Böhrigen zur Gemeinde Tiefenbach zusammen. Die Gemeinden Tiefenbach und Striegistal wiederum schlossen sich am 1. Juli 2008 zur neuen Gemeinde Striegistal zusammen, wodurch Marbach seitdem ein Ortsteil der Gemeinde Striegistal ist.

### Ortsnamenformen
Folgende Schreibweisen des Ortsnamens sind urkundlich belegt:
1264: Marchbach
1330/57: Martbach
1552: Margbach
1555: Marpach
1875: Marbach (Mittel-, Nieder- und Ober-) bei Roßwein

### Deutung des Ortsnamens
Der Marbach durchfließende Bach heißt Marienbach. Die auch im Zusammenhang mit dem naheliegenden ehemaligen Kloster Altzelle im Volksmund verbreitete Ableitung des Dorfnamens von  Maria ist aus sprachwissenschaftlicher Sicht nicht haltbar. Vielmehr geht der Ortsname, wie aus der Schreibung Marchbach von 1264 hervorgeht, auf den Gewässernamen zurück. Marc(h)bach kann mit Grenzbach übersetzt werden. Marbach ist also eine Siedlung am Grenzbach.

## Sehenswürdigkeiten

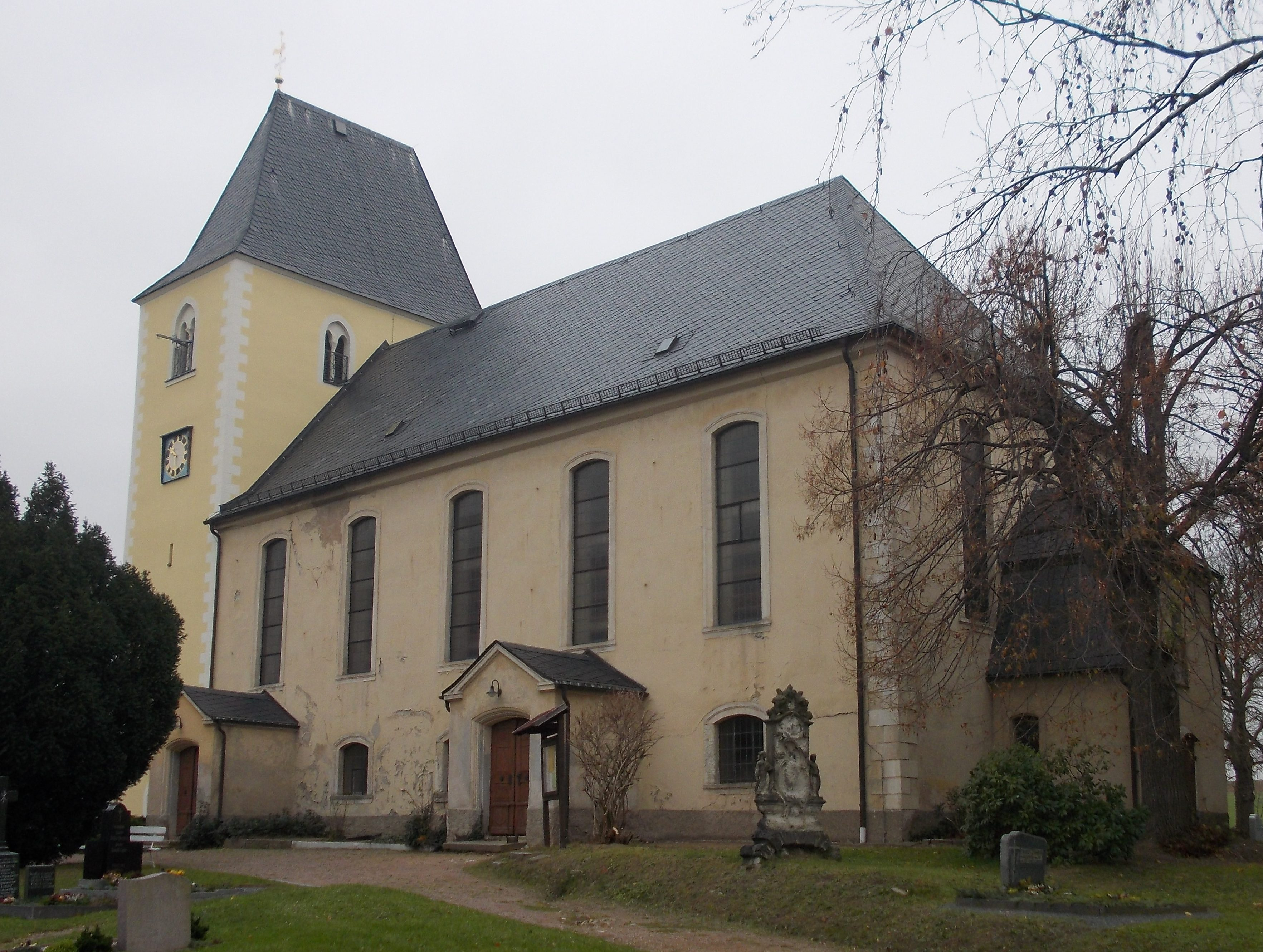
Dorfkirche

### Pfarrkirche
Die Existenz einer Pfarrkirche geht wahrscheinlich bis auf das Jahrhundert der Besiedlung zurück. Ältester Teil ist der in der Region mehrfach vorkommende querrechteckige frühgotische Westturm. Das Kirchenschiff wurde 1770/71 als schlichte barocke Saalkirche als Ersatz für den zu klein gewordenen Vorgängerbau errichtet. Sehenswert sind auch die Ölgemälde ehemaliger Marbacher Pfarrer.

### Weiteres
- Sammlung des Heimatvereins: Museum in der Scheune mit zahlreichen Ausstellungsstücken aus der Geschichte des Dorfes und der Landwirtschaft
- Hexentisch: Nördlich des Ortes steht an einer alten Wegekreuzung der sagenumwobene Hexentisch; Vermutlich handelt es sich um den Rest eines mittelalterlichen Steinkreuzes
- Nachbildung einer Kursächsischen Ganzmeilensäule aus dem 18. Jahrhundert
- Nachbildung eines Königlich-sächsischen Halbmeilensteins aus dem 19. Jahrhundert vom Postkurs Nossen–Waldheim

## Söhne und Töchter der Gemeinde
- Wolfgang Schindler (* 6. Januar 1929 in Marbach; † 9. Dezember 1991 in Berlin), klassischer Archäologe